# میکائل مارسیگلیا
میکائل مارسیگلیا (انگلیسی: Mickaël Marsiglia؛ زادهٔ ۲۵ دسامبر ۱۹۷۵) بازیکن فوتبال اهل فرانسه است.
از باشگاه‌هایی که در آن بازی کرده‌است می‌توان به باشگاه فوتبال المپیک مارسی، باشگاه فوتبال هاپوئل پتخ تیکوا، باشگاه فوتبال استراسبورگ، و باشگاه فوتبال کن اشاره کرد.